# フランス・マシリール
フランス・マシリール（Frans Masereel、1889年7月31日 - 1972年1月3日）は、
フランスを中心に活動していた、フラマン人の画家、グラフィックアーティストである。特に木版画で知られている。代表作は、一般的に「文字のない小説」作品の『情熱の旅』（"Passionate Journey"）であると言われている。キャリアの中で、20以上の「文字のない小説」を完成させた。
マシリールの作品はリンド・ウォードに影響を与えた。後世には、クリフォード・ハーパー（1949年7月13日生まれ。西ロンドンチジック生まれのイラストレーター、アナキスト）やエリック・ドルッカー（1958年生まれのアメリカ人イラストレーター）などのグラフィックアーティストにも影響を与えている。

## 人物
フランシス・マシリールは1889年7月31日、ベルギー沿岸のブランケンベルヘで生まれた。1896年にヘントに移り、18歳でジャン・ジョゼフ・デルヴァンのÉcoledes Beaux-Arts（Royal Academy of Fine Arts：KASK）で勉強を始めた。1909年に、イングランドとドイツを訪れてインスピレーションを受け、初めてエッチングや木版画を制作した。1911年にパリに4年間留まってから、スイスに移住し、ジャーナルや雑誌のグラフィックアーティストとして働いた。 
マシリールは第一次世界大戦の終わりにベルギーに戻ることができなかった。平和主義者だった彼はベルギー軍に従軍することを拒んだからであった。それにもかかわらず、美術と文学に興味のあるアントワープの友人たちがLumière誌を創刊することを決心したとき、マシリールはテキストとコラムの見出しにイラストを描くために招待されたアーティストの一人だった。この雑誌は、1919年8月にアントワープで初めて出版された。フランス語で出版された芸術的雑誌だった。雑誌のタイトルLumièreはアンリ・バルビュスによってパリで出版されたフランスの雑誌Clartéへの言及であった。マシリール自身に加えて絵を提供した主なアーティストは、ヤン＝フランス・カントレ、ヨゼフ・カントレ、アンリ・ファン・ストラーテン、ヨリス・ミンヌだった。一緒に、彼らは 'De Vijf'または 'Les Cinq'（ 'The Five'）として知られるようになった。リュミエール誌は、ベルギーの木版画に新たな関心を生成する際に重要な役割を話した。「De Vijf」グループの5人のアーティストは、木版画、銅版画、リノリウム版画の芸術を普及させ、20世紀ベルギー初期に表現主義を導入するのに役立った。
マシリールの木版画シリーズは、主に社会主義的な内容と表現力豊かなもので、国際的に知られている。その中には「文字のない小説」である、『25人の情熱の像』（1918）、『情熱的旅』（1919）、『太陽』（1919）、『アイデア』（1920）、『言葉のない話』（1920）、『風景と声』（1929）がある。マシリールはトーマス・マン、エミール・ゾラ、シュテファン・ツヴァイクによる世界文学の有名な作品の絵を描いた。彼はまたベルギーのシャルル・ド・コステル（Charles De Coster）による古典作品「ティル・オイレンシュピーゲルとLamme Goedzakの伝説」のイラストシリーズを制作した。これらのイラストレーションは、数多くの言語に翻訳された。
1921年、マシリールはパリに戻り、有名な通りの風景であるモンマルトルの絵を描いた。彼しばらくベルリンに住み、ジョージ・グロスと非常に親しく友だち付き合いをした。1925年以降、マシリールはブローニュ＝シュル＝メールの近くに住み、そこでは主に沿岸地域、港の景色、船員と漁師の肖像画を描いた。1930年代に彼の生産は減少した。1940年にナチスがフランスを占領したためマシリールはパリから逃げ、南フランスのいくつかの都市に住んだ。
第二次世界大戦の終わりに、マシリールは木版や絵画の制作を再開した。1946年以降、ザールブリュッケンのHochschule der BildendenKünsteSaarで教鞭をとった。1949年からニースに定住した。1949年から1968年の間に、物語ではなく主題の変奏を行う、以前の「絵の小説」とは異なるいくつかの一連の木版を出版した。彼はまた、数多くの演劇作品の装飾や衣装をデザインした。芸術家は多数の展覧会で名誉を与えられ、いくつかのアカデミーのメンバーになった。 
フランシス・マシリールは1972年にアヴィニョンで死去し、ヘントに葬られた。文化組織のMasereelfondsやKasterleeの Frans Masereel Centerスタジオなどはマシリールにちなんで名付けられている。

## 作品一覧

### Wordless novels in woodcuts
- Arise Ye Dead (Debout les Morts, 1917)
- The Dead Speak (Les Morts Parlent, 1917)
- 25 Images of a Man's Passion / The Passion of a Man (25 Images de la Passion d'un Homme / Die Passion Eines Menschen, 1918)
- Passionate Journey / My Book Of Hours (Mon Livre d'Heures / Mein Stundenbuch, 1919)
- The Sun (Le Soleil / Die Sonne, 1919)
- Political drawings (Dessins Politiques / Politische Zeichnungen, 1920)
- Story Without Words (Histoire Sans Paroles / Geschichte ohne Worte, 1920)
- The Idea (L'Idée / Die Idee, 1920)
- The City (La Ville / Die Stadt, 1925)
- Figures and Grimaces (Figures et Grimaces / Gesichter und Fratzen, 1926)
- The Work (L’œuvre, Das Werk, 1928)
- Landscapes and Voices (Landschaften und Stimmungen, 1929)
- The Siren (La Sirène, 1932)
- From Black to White (Du Noir au Blanc / Von Schwarz zu Weiss, 1939)
- Dance of Death (Danse Macabre, 1941)
- June '40 (Juin 40, 1942)
- Destinies 1939-1940-1941-1942 (Destins 1939-1940-1941-1942, 1943)
- Earth under the sign of Saturn (La Terre sous le signe de Saturne, 1944)
- Remember! (1946)
- Angel (Engel, 1947)
- Phenomena (Erscheinungen, 1947)
- Ages of life (Les Âges de la Vie, 1948)
- Youth (Jeunesse, 1948)
- Ecce Homo (1949)
- Key to Dreams (Clef des songes, 1950)
- Our Times (Notre Temps, 1952)
- The apocalypse of our time (Die Apokalypse unserer Zeit, 1953)
- Why? (Pour quoi?, 1954)
- My book of images (Mon livre d'images, 1956)
- My country (Mon Pais, 1956)
- Night Adventure (Aventure nocturne, 1958)
- Night and his Daughters (La Nuit et ses Filles, 1959)
- China Memories (Erinnerungen an China, 1961)
- Stations (É'talges, 1961)
- From Decay to Triumph (Vom Verfall zum Triumph, 1961)
- Poets (Poètes, 1963)
- The face of Hamburg (Das Gesicht Hamburgs / Le visage de Hambourg, 1964)
- The road of men (Der weg der menschen, Route des hommes, 1964)
- Couples (1965)
- My home (Meine Heimat, 1965)
- Antwerp (Antwerpen, 1968)
- Hands (Mains, 1968)
- Vice and passion (Laster und Leidenschaft, 1968)
- I love black and white (Ik houd van zwart en wit, 1970)
- Pictures against the war (Bilder gegen den Krieg, 1981)
- Woodcuts against the war (Holzschnitte gegen den Krieg, 1989)

### Graphic novels in brush and ink drawings
- Grotesque Film (Groteskfilm, 1921)
- Pictures of the Big City (Bilder der Grossstadt / Images de la grande ville, 1926)
- Capital (Capitale, 1935)
- Wrath (La Colère, 1946)

### 初期の作品
Woodcut by Frans Masereel published in the journal Les Tablettes in 1919
- woodcuts in Demain (1916) and Les Tablettes (1916-1919)
- drawings in La Feuille (1917-1920)

### アニメーション作品
- collaboration with Berthold Bartosch on an animated adaptation of The Idea (L'Idée) (1932)

### Woodcut book illustrations
- Hôtel-Dieu, Récits d'Hôpital (Hôtel-Dieu, Hospital Stories) by Pierre Jean Jouve (1915)
- Quinze Poemes (Fifteen Poems) by Émile Verhaeren (1917)
- Die Mutter (The Mother) by Leonhard Frank (1919)
- Bübü vom Montparnasse (Bubu of Montparnasse) by Charles-Louis Philippe (1920)
- Das Gemeinsame (The Common) by René Arcos (1920)
- Les Poètes contre la Guerre (The Poets Against War) by Romain Rolland, Georges Duhamel, Charles Vildrac and Pierre Jean Jouve (1920)
- Le Travailleur étrange et autres récits (The Strange Worker and Other Stories) by Émile Verhaeren (1921)
- Peter und Lutz (Peter and Lutz) by Romain Rolland (1921)
- La révolte des machines, ou la Pensée Déchainée (The Revolt of Machines or the Mind Unbound, republished in 1947 as in Dutch as De opstand der machines, of Het losgebroken intellect) by Romain Rolland (1921)
- Fairfax by Carl Sternheim (1922)
- Cygne de Rabindranath Tagore (Swan of Rabindranath Tagore) by Kâlidâs Nâg and Pierre Jean Jouve (1923)
- Fünf Erzählungen (Five Tales) by Émile Verhaeren (1924)
- Heures (Hours) by Pierre Jean Jouve (1919)
- Liluli by Romain Rolland (1924)
- Prière (Pray) by Pierre Jean Jouve (1924)
- Jean-Christophe by Romain Rolland (1925)
- Kerstwake by Stijn Streuvels (1928)
- Swane (Swans) by Emmanuel De Bom (1928)
- Der Zwang. Phantastische Nacht (The Force. Fantastic night) by Stefan Zweig (1929)
- Im Strom der Zeit: Gedichte (In the Stream of Time: Poems) by Ernst Preczang (1929)
- De man zonder lijf (The Man Without a Body) by Herman Teirlinck (1937)
- Ode a la France Meurtrie (Ode to France) by Louis Piérard (1940)
- Jugement (Judgment) by Agrippa d'Aubigné (1941)
- La légende d’Ulenspiegel (The Glorious Adventures of Tyl Ulenspiegl) by Charles de Coster (1943)
- Die Nacht (The Night) by Rudolf Hagelstange (1955)
- Du bist für alle Zeit geliebt. Gedichte (You're Loved Forever. Poems) by Johannes R. Becher (1960)
- Vom Verfall zum Triumph (From Decline to Triumph) by Johannes R. Becher (1961)
- Dolle Dinsdag (Crazy Tuesday) by Theun De Vries (1967)
- Fleurs du mal (The Flowers of Evil) by Charles Baudelaire (1977)
- The Ballad of Reading Gaol by Oscar Wilde (1978)